# Serie A (Italia) 1957-58
La Serie A 1957–58 fue la 56.ª edición del campeonato de fútbol de más alto nivel en Italia y la 26.ª bajo el formato de grupo único. Juventus ganó su décimo scudetto.

## Equipos participantes
| Equipo            | Ciudad      | Estadio               |
| ----------------- | ----------- | --------------------- |
| Alessandria       | Alessandria | Giuseppe Moccagatta   |
| Atalanta          | Bérgamo     | Comunale (Bérgamo)    |
| Bologna           | Bolonia     | Comunale (Bolonia)    |
| Fiorentina        | Florencia   | Comunale (Florencia)  |
| Genoa             | Génova      | Luigi Ferraris        |
| Internazionale    | Milán       | San Siro              |
| Juventus          | Turín       | Comunale (Turín)      |
| Lanerossi Vicenza | Vicenza     | Romeo Menti           |
| Lazio             | Roma        | Olímpico de Roma      |
| Milan             | Milán       | San Siro              |
| Napoli            | Nápoles     | Della Liberazione     |
| Padova            | Padua       | Silvio Appiani        |
| Roma              | Roma        | Olímpico de Roma      |
| S.P.A.L.          | Ferrara     | Comunale (Ferrara)    |
| Sampdoria         | Génova      | Luigi Ferraris        |
| Torino            | Turín       | Filadelfia            |
| Udinese           | Údine       | Moretti               |
| Verona            | Verona      | Marcantonio Bentegodi |

## Clasificación
| Pos. | Equipo            | Pts. | PJ | G  | E  | P  | GF | GC | Dif. | Clasificación                                |
| ---- | ----------------- | ---- | -- | -- | -- | -- | -- | -- | ---- | -------------------------------------------- |
| 1    | Juventus (C)      | 51   | 34 | 23 | 5  | 6  | 77 | 44 | +33  | Clasificado a la Copa de Campeones de Europa |
| 2    | Fiorentina        | 43   | 34 | 16 | 11 | 7  | 56 | 36 | +20  |                                              |
| 3    | Padova            | 42   | 34 | 16 | 10 | 8  | 55 | 42 | +13  |                                              |
| 4    | Napoli            | 40   | 34 | 17 | 6  | 11 | 65 | 55 | +10  |                                              |
| 5    | Roma              | 36   | 34 | 12 | 12 | 10 | 46 | 42 | +4   | Clasificado a la Copa de Ferias              |
| 6    | Bologna           | 34   | 34 | 12 | 10 | 12 | 47 | 43 | +4   |                                              |
| 7    | Lanerossi Vicenza | 33   | 34 | 13 | 7  | 14 | 51 | 48 | +3   |                                              |
| 8    | Torino            | 33   | 34 | 11 | 11 | 12 | 42 | 49 | −7   |                                              |
| 9    | Milan             | 32   | 34 | 9  | 14 | 11 | 61 | 47 | +14  |                                              |
| 10   | Udinese           | 32   | 34 | 10 | 12 | 12 | 51 | 46 | +5   |                                              |
| 11   | Internazionale    | 32   | 34 | 10 | 12 | 12 | 36 | 36 | 0    | Clasificado a la Copa de Ferias              |
| 12   | Genoa             | 30   | 34 | 9  | 12 | 13 | 53 | 60 | −7   |                                              |
| 13   | Sampdoria         | 30   | 34 | 9  | 12 | 13 | 54 | 62 | −8   |                                              |
| 14   | Alessandria       | 30   | 34 | 9  | 12 | 13 | 36 | 42 | −6   |                                              |
| 15   | Lazio             | 30   | 34 | 10 | 10 | 14 | 45 | 65 | −20  |                                              |
| 16   | S.P.A.L.          | 30   | 34 | 10 | 10 | 14 | 32 | 52 | −20  |                                              |
| 17   | Atalanta (D)      | 28   | 34 | 6  | 16 | 12 | 29 | 49 | −20  | Descenso a Serie B                           |
| 18   | Verona (D)        | 26   | 34 | 10 | 6  | 18 | 44 | 62 | −18  | Descenso a Serie B                           |

 Fuente: BDFutbol
Notas:
1. 1 2  Hasta la edición 1960-61 la participación de los equipos en la Copa de Ferias estaba determinada por el hecho de representar a una ciudad que organizara una feria internacional de muestras, por lo tanto los méritos deportivos no fueron tomados en cuenta para la clasificación de los clubes al torneo
2. ↑  Atalanta fue posicionada como última por la Federación debido a un escándalo de arreglo de partidos, sin embargo, posteriormente se levantó esa sanción.

|            |
| Campeón    |
| Juventus   |
| 10º título |

## Resultados
| Local \ Visitante | ALE | ATA | BOL | FIO | GEN | INT | JUV | LAZ | MIL | NAP | PAD | ROM | SPA | SAM | TOR | UDI | VER | VIC |
| ----------------- | --- | --- | --- | --- | --- | --- | --- | --- | --- | --- | --- | --- | --- | --- | --- | --- | --- | --- |
| Alessandria       | —   | 0–0 | 2–0 | 1–0 | 3–1 | 2–1 | 1–2 | 4–0 | 0–0 | 0–0 | 0–0 | 1–3 | 0–0 | 2–0 | 0–0 | 1–2 | 3–1 | 2–1 |
| Atalanta          | 1–1 | —   | 1–1 | 0–0 | 1–1 | 1–0 | 0–0 | 1–1 | 1–0 | 2–4 | 1–1 | 0–0 | 0–0 | 1–0 | 0–1 | 1–1 | 2–1 | 2–4 |
| Bologna           | 3–1 | 3–1 | —   | 0–3 | 3–3 | 1–0 | 3–4 | 5–0 | 0–0 | 1–1 | 0–0 | 0–0 | 0–1 | 3–3 | 2–1 | 2–2 | 1–0 | 4–0 |
| Fiorentina        | 0–0 | 2–2 | 2–1 | —   | 2–0 | 0–0 | 2–1 | 2–0 | 4–3 | 4–1 | 6–1 | 2–0 | 3–0 | 1–1 | 2–1 | 2–0 | 1–1 | 2–1 |
| Genoa             | 0–2 | 1–2 | 0–0 | 1–3 | —   | 0–0 | 1–3 | 5–2 | 1–1 | 2–1 | 1–4 | 4–2 | 0–0 | 3–1 | 1–1 | 1–0 | 4–1 | 1–0 |
| Internazionale    | 1–1 | 1–1 | 0–2 | 0–1 | 1–0 | —   | 2–2 | 5–2 | 1–0 | 0–1 | 0–0 | 1–1 | 4–0 | 2–2 | 0–0 | 0–1 | 1–0 | 1–0 |
| Juventus          | 2–1 | 3–0 | 4–1 | 0–0 | 3–2 | 3–1 | —   | 3–1 | 1–0 | 1–3 | 2–1 | 3–0 | 3–1 | 4–1 | 4–1 | 2–0 | 3–2 | 5–2 |
| Lazio             | 2–1 | 3–1 | 4–3 | 2–2 | 0–0 | 3–1 | 1–4 | —   | 1–1 | 4–1 | 1–0 | 2–1 | 1–1 | 2–2 | 1–1 | 1–0 | 4–0 | 2–0 |
| Milan             | 1–1 | 5–0 | 0–1 | 2–1 | 1–5 | 2–2 | 1–1 | 6–1 | —   | 2–2 | 1–1 | 1–1 | 4–2 | 0–1 | 4–0 | 1–1 | 2–0 | 4–1 |
| Napoli            | 4–1 | 2–2 | 0–1 | 3–1 | 4–0 | 1–0 | 4–3 | 1–1 | 1–0 | —   | 4–0 | 0–0 | 2–0 | 0–1 | 3–0 | 3–2 | 6–0 | 3–1 |
| Padova            | 2–1 | 0–3 | 3–1 | 3–2 | 6–3 | 0–0 | 1–1 | 3–1 | 3–2 | 3–0 | —   | 3–0 | 3–0 | 2–0 | 3–0 | 0–0 | 2–0 | 1–0 |
| Roma              | 2–1 | 0–0 | 2–0 | 0–0 | 2–1 | 0–1 | 4–1 | 3–0 | 3–3 | 0–2 | 3–1 | —   | 1–1 | 5–1 | 2–0 | 3–3 | 2–1 | 1–1 |
| S.P.A.L.          | 3–2 | 2–1 | 0–2 | 2–2 | 1–1 | 2–0 | 0–1 | 3–0 | 1–5 | 1–2 | 1–1 | 1–0 | —   | 1–0 | 0–1 | 2–0 | 1–1 | 1–3 |
| Sampdoria         | 1–1 | 1–1 | 0–1 | 3–1 | 0–0 | 0–2 | 3–2 | 1–1 | 0–2 | 3–0 | 3–2 | 3–1 | 1–1 | —   | 4–0 | 3–5 | 1–1 | 1–1 |
| Torino            | 0–0 | 4–0 | 0–0 | 2–1 | 4–2 | 2–3 | 0–1 | 1–1 | 3–2 | 4–3 | 2–0 | 0–0 | 0–1 | 4–3 | —   | 6–2 | 0–0 | 1–0 |
| Udinese           | 2–0 | 1–0 | 1–0 | 1–1 | 2–2 | 1–1 | 0–1 | 1–0 | 1–1 | 7–0 | 1–2 | 1–2 | 5–0 | 3–3 | 1–1 | —   | 2–0 | 0–1 |
| Verona            | 3–0 | 3–0 | 1–0 | 0–1 | 1–3 | 2–4 | 2–3 | 1–0 | 4–3 | 4–3 | 1–1 | 0–1 | 1–2 | 5–3 | 2–0 | 3–2 | —   | 1–0 |
| Lanerossi Vicenza | 4–0 | 2–0 | 3–2 | 3–0 | 3–3 | 2–0 | 2–1 | 1–0 | 1–1 | 4–0 | 1–2 | 3–1 | 2–0 | 2–4 | 1–1 | 0–0 | 1–1 | —   |